# Clinopodium glabellum
Clinopodium glabellum là một loài thực vật có hoa trong họ Hoa môi. Loài này được (Michx.) Kuntze mô tả khoa học đầu tiên năm 1891.

## Hình ảnh

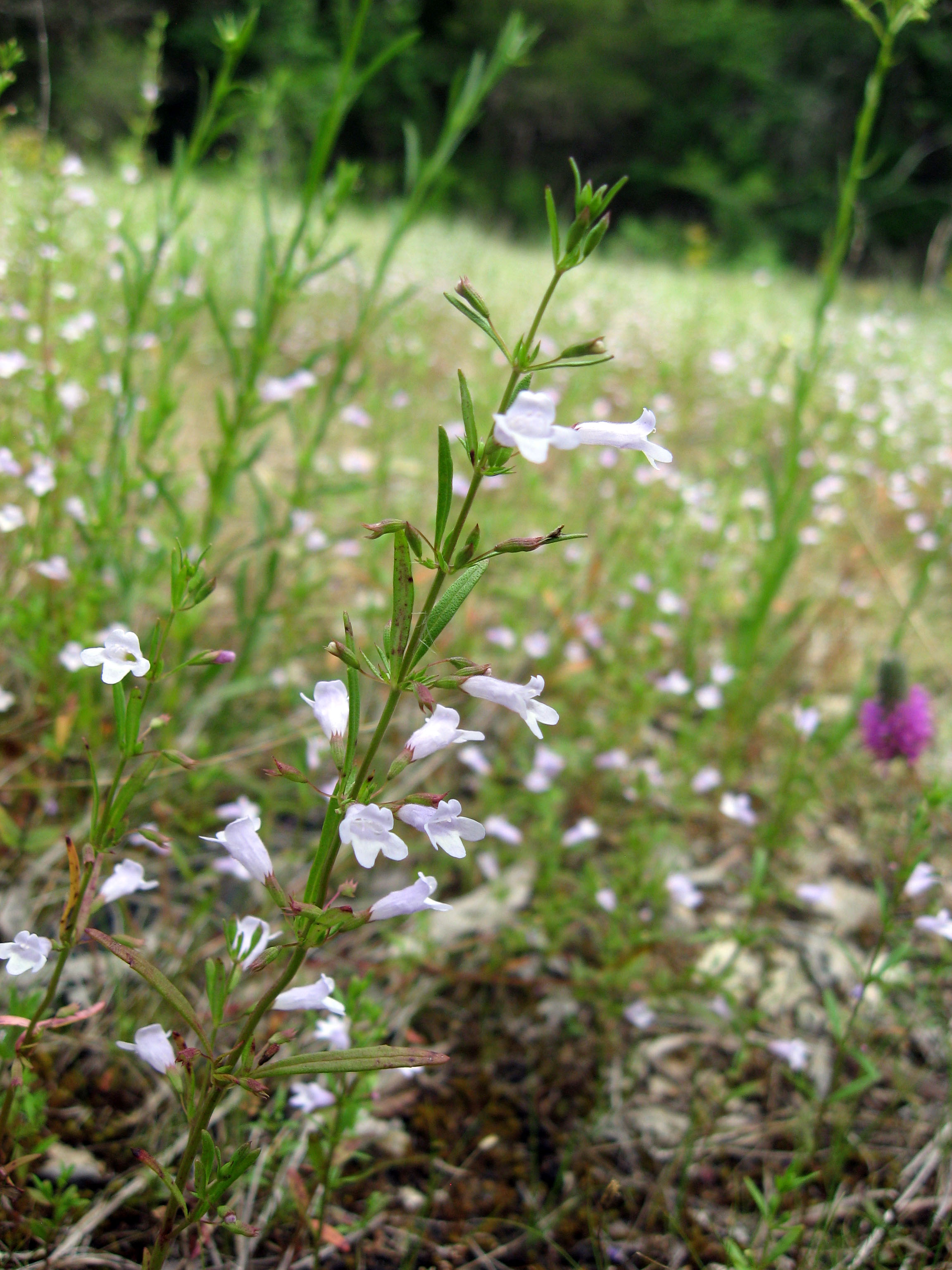